# Pseudoberlinia baumii
Pseudoberlinia baumii là một loài thực vật có hoa trong họ Đậu. Loài này được (Harms) J. Duvign. miêu tả khoa học đầu tiên năm 1950.